# Asplenium subtile
Asplenium subtile là một loài dương xỉ trong họ Aspleniaceae. Loài này được E.P. St. John mô tả khoa học đầu tiên năm 1938.